# Kathleen Lyttelton
Mary Kathleen Lyttelton (Reino Unido, 27 de fevereiro de 1856 — Herefordshire, 12 de janeiro de 1907) foi uma ativista, editora e escritora britânica. Em vida, lutou continuamente pelo sufrágio feminino e pela melhoria da vida de mulheres em geral.